# EndeavourOS
EndeavourOS é uma distribuição Linux baseada no Arch Linux. É o sucessor de Antergos, que foi descontinuado em 2019. Como o Antergos, possui um instalador gráfico capaz de instalar o Xfce (padrão, offline), Budgie (ambiente de desktop), Cinnamon (ambiente de desktop), Deepin, GNOME, I3 (gerenciador de janelas), KDE Plasma 6, LXQt e MATE. A partir do lançamento "Galileo", a distro adotou o KDE Plasma 6 como desktop offline, substituindo assim o Xfce4.

## Desenvolvimento
Quando Antergos anunciou o fim do projeto a 21 de maio de 2019, Bryan Poerwoatmodjo, um moderador da Antergos, apresentou a ideia de manter a comunidade em um novo fórum. A ideia recebeu muito apoio da comunidade e, um dia, Johannes Kamprad, Fernando Omiechuk Frozi e Manuel juntaram-se a Bryan.
Fernando Omiechuk Frozi já havia criado um derivado do Antergos chamado Portergos com um instalador offline que oferece um único ambiente de desktop baseado no Xfce.
O plano original era usar o instalador de rede Cnchi do Antergos, que oferecia nove ambientes de desktop e uma instalação básica à sua escolha, mas devido a dificuldades técnicas a equipa decidiu lançar a distribuição apenas com o instalador offline baseado em Portergos e planejou surgir com um net-installer posteriormente em desenvolvimento.
Em uma semana, a equipa apresentou o plano à comunidade e começou a desenvolver a distribuição, o site e o fórum.
Quando a equipa não conseguiu fazer o instalador Cnchi do Antergos funcionar, tiveram que procurar um substituto que oferecesse a mesma conveniência de GUI e acabaram usando o Calamares, pois também suporta um instalador via rede. A equipe elaborou um plano para criar uma distribuição que fosse fácil de manter, mantendo o repositório pequeno e oferecendo uma experiência próxima ao Arch Linux com a conveniência de um instalador GUI. Este plano excluiu Pamac, um empacotador de GUI popular para Pacman, o gerenciador de pacotes para Arch Linux, no repo.

## Primeiro lançamento
A 15 de julho de 2019, o EndeavourOS lançou a sua primeira ISO. A equipa não esperava que grande parte da comunidade de Antergos os seguisse, mas a resposta e o número de membros da comunidade que aderiram superou suas expectativas. Não apenas a comunidade recebeu o primeiro lançamento muito bem, mas vários bloggers e vloggers deram avaliações muito positivas, mesmo logo após o lançamento.

## Net-install
Imediatamente após o lançamento da distribuição, a equipa do EndeavourOS começou a desenvolver um instalador de rede para instalar com diferentes ambientes de desktop diretamente na Internet.
O lançamento do net-installer estava previsto para acontecer a 15 de novembro de 2019, mas foi adiado para 22 de dezembro. Ele dá aos utilizadores a capacidade de escolher entre uma variedade de ambientes de desktop e pacotes de driver durante o processo de instalação. A ISO inclui a instalação offline com o padrão KDE Plasma 6, com o tema EndeavourOS e a opção de escolher a instalação pela rede na inicialização do instalador Calamares.
A 11 de setembro de 2019, o EndeavourOS anunciou que lançará uma revista online para fornecer aos usuários algumas informações básicas sobre os comandos do Arch e informá-los sobre novos pacotes a serem explorados. A revista foi lançada em novembro de 2019.